# Waschkiwzi (Dorf)
Waschkiwzi (ukrainisch Вашківці; russisch Вашковцы Waschkowzy, rumänisch Văşcăuţi) ist ein Dorf im Osten der ukrainischen Oblast Tscherniwzi mit etwa 3500 Einwohnern (2001).
Das 1651 erstmals erwähnte Dorf liegt an der Grenze zum moldauischen Rajon Briceni 30 km westlich vom ehemaligen Rajonzentrum Sokyrjany.
Am 12. August 2015 wurde das Dorf zum Zentrum der neu gegründeten Landgemeinde Waschkiwzi (Вашковецька сільська громада/Waschkowezka silska hromada). Zu dieser zählen auch die 3 in der untenstehenden Tabelle aufgelistetenen Dörfer im Rajon Sokyrjany; bis dahin bildete es zusammen mit dem Dorf Nowa Sloboda (Нова Слобода) die Landratsgemeinde Waschkiwzi (Вашковецька сільська рада/Waschkowezka silska rada) im Süden des Rajons.
Seit dem 17. Juli 2020 ist der Ort ein Teil des Rajons Dnister.
Folgende Orte sind neben dem Hauptort Waschkiwzi Teil der Gemeinde:
| Name                     | Name         | Name                           | Name                             |
| ukrainisch transkribiert | ukrainisch   | russisch                       | rumänisch                        |
| ------------------------ | ------------ | ------------------------------ | -------------------------------- |
| Schyschkiwzi             | Шишківці     | Шишковцы (Schischkowzy)        | Şişcăuţii Noui, Şişcăuţi         |
| Strumok                  | Струмок      | Струмок                        | –                                |
| Nowa Sloboda             | Нова Слобода | Новая Слобода (Nowaja Sloboda) | Slobozia Nouă, Slobozia-Văşcăuţi |